# Gaude Polonia
Gaude Polonia — стипендійна програма Міністерства культури та національної спадщини Республіки Польща, реалізована під егідою Національного центру культури у Варшаві. Програма орієнтована на підтримку молодих митців і представників гуманітарних дисциплін з країн Центрально-Східної Європи, з особливим акцентом на Україну та Білорусь. Основною метою ініціативи є зміцнення культурних зв’язків, популяризація польської культури в регіоні та стимулювання міжнародної мистецької співпраці.. 
Програму започатковано у 2003 році. Відтоді в її рамках було надано 914 стипендій, з яких 691 — громадянам України. Стипендія триває пів року та охоплює не лише фінансову підтримку, а й менторське супроводження з боку польських фахівців у відповідних галузях культури й мистецтва.

## Умови участі та фінансування
У 2025 році програма Gaude Polonia триватиме з 1 лютого до 31 липня. Щомісячна стипендія становитиме 4500 злотих брутто, також передбачено відшкодування витрат на проживання (до 3000 злотих на місяць) і одноразове фінансування (до 7250 злотих) для придбання необхідних матеріалів, обладнання або послуг, пов’язаних із реалізацією проєкту.
До участі допускаються громадяни України, Білорусі та інших країн регіону, що працюють у таких галузях: кінематограф, візуальне мистецтво, охорона культурної спадщини, література, музика, театр, танець, а також відповідні критичні та наукові напрями. Кандидати повинні мати вищу освіту, підтверджене творче портфоліо та володіти польською мовою на рівні, що дозволяє спілкування.
Вік кандидатів не повинен перевищувати 40 років, у виняткових випадках — 45 років.

## Порядок подання заявок
У разі подання документів поштою визначальною є дата відправлення. Паперові заявки слід надсилати або доставляти за адресою:
Narodowe Centrum Kultury, ul. Płocka 13, 01-231 Warszawa.
Комплект документів має містити:
- заповнену заявку на стипендію;
- не менше двох рекомендацій від авторитетних фахівців у відповідній сфері;
- копію диплому про вищу освіту з офіційним перекладом польською мовою;
- копії сертифікатів, нагород, дипломів з конкурсів, фестивалів, виставок (з перекладом польською);
- портфоліо в електронному форматі (на флеш-носії);
- детальний опис проєкту, який планується реалізувати в рамках стипендії.[2].

Зразки необхідних документів доступні на офіційному вебсайті програми.

## Оцінювання заявок
Формальна перевірка заявок здійснюється Національним центром культури впродовж 45 днів після завершення подання. Мериторичну оцінку виконує експертна комісія, призначена Міністром культури та національної спадщини. Остаточне рішення щодо присудження стипендії приймає Міністр на підставі рекомендацій комісії.